# Dicranomyia dicksoniae
Dicranomyia dicksoniae là một loài ruồi trong họ Limoniidae. Chúng phân bố ở miền Australasia.